# Тепен
Тепен (нім. Töpen) — громада в Німеччині, розташована в землі Баварія. Підпорядковується адміністративному округу Верхня Франконія. Входить до складу району Гоф. Складова частина об'єднання громад Файліч.
Площа — 20,80 км2. Населення становить 1023 ос. (станом на 31 грудня 2020).